# Мејнард (Ајова)
Мејнард (енгл. Maynard) град је у америчкој савезној држави Ајова. По попису становништва из 2010. у њему је живело 518 становника.

## Демографија
Према попису становништва из 2010. у граду је живело 518 становника, што је 18 (3,6%) становника више него 2000. године.
| Група             | 2000.       | 2010.       |
| Белци             | 499 (99,8%) | 503 (97,1%) |
| Афроамериканци    | 0 (0,0%)    | 1 (0,2%)    |
| Азијати           | 0 (0,0%)    | 0 (0,0%)    |
| Хиспаноамериканци | 1 (0,2%)    | 13 (2,5%)   |
| Укупно            | 500         | 518         |